# Маховляни
Маховляни — населенный пункт в общине Лакташи, которая принадлежит энтитету Республике Сербской, Босния и Герцеговина. По результатам югославской переписи населения 1991 года в Маховлянах проживало 877 человек.

## География
Находится в 3 километрах к северу от общинного центра — Лакташи, на Лиевчем поле, на западе — гора Козара, на востоке — река Врбас. В Маховлянах расположен аэропорт Баня-Луки.

## История
У Маховляни расположен славянский некрополь X—XI веков.

## Население
| 1961                           | 1971 | 1981 | 1991 | - | - | - |
| ------------------------------ | ---- | ---- | ---- | - | - | - |
| 874                            | 856  | 804  | 877  | - | - | - |
| Гистограмма динамики населения |      |      |      |   |   |   |

### Национальный состав
1971 год:
- Сербы — 417
- Хорваты — 163
- Югославы — 13
- Другие — 81
- Мусульмане — 182

1981 год:
- Сербы — 360
- Хорваты — 112
- Югославы — 89
- Другие — 28
- Мусульмане — 215

1991 год:
- Сербы — 401
- Хорваты — 151
- Югославы — 63
- Другие — 38
- Мусульмане — 224